# Doede Kok
D.H. (Doede) Kok (1948) is een Nederlands politicus van de VVD.
Hij is afgestudeerd in de rechten en werd in 1982 lid van Provinciale Staten van Utrecht. In 1987 werd hij daar gedeputeerde wat hij tot mei 2002 zou blijven. In de periode van 2003 tot 2004 was hij waarnemend burgemeester van Bergschenhoek. Midden juni 2005 volgde zijn benoeming tot waarnemend burgemeester van IJsselstein. Hij vervulde die functie tot Patrick van den Brink daar in mei 2007 benoemd werd tot burgemeester.